# Karl August Friedrich von Duttenhofer

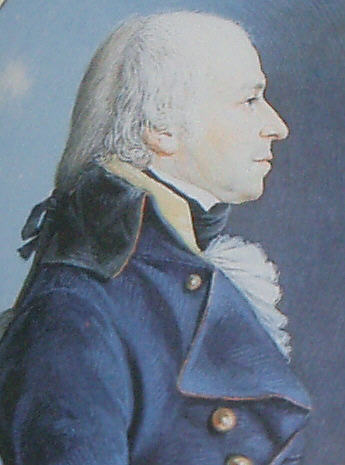
Duttenhofer auf einem Aquarell von Jakob Christian Schlotterbeck aus dem Jahr 1807

Karl August Friedrich Duttenhofer, seit 1818 von Duttenhofer, (* 15. Dezember 1758 in Oberensingen; † 16. Dezember 1836 in Stuttgart) war der erste beamtete Wasserbaumeister des Königreichs Württemberg.

## Kindheit und Jugend
Karl August Friedrich Duttenhofer war ein Sohn des Oberensinger Pfarrers Christoph Friedrich Duttenhofer und dessen Ehefrau Katharina Magdalena Duttenhofer geb. Raser, die aus Kirchheim unter Teck stammte. 1770 wurde Christoph Friedrich Duttenhofer vom Dienst suspendiert, da er sich mehr der Seidenraupenzucht als seiner Gemeinde gewidmet hatte. Im selben Jahr ließ seine Frau sich von ihm scheiden, nachdem sein Ehebruch mit der Gastwirtstochter Christine Magdalene Balz bekannt geworden und der uneheliche Sohn Immanuel Friedrich Duttenhofer, der Stammvater des heutigen Oberensinger Zweigs der Familie Duttenhofer, geboren worden war.

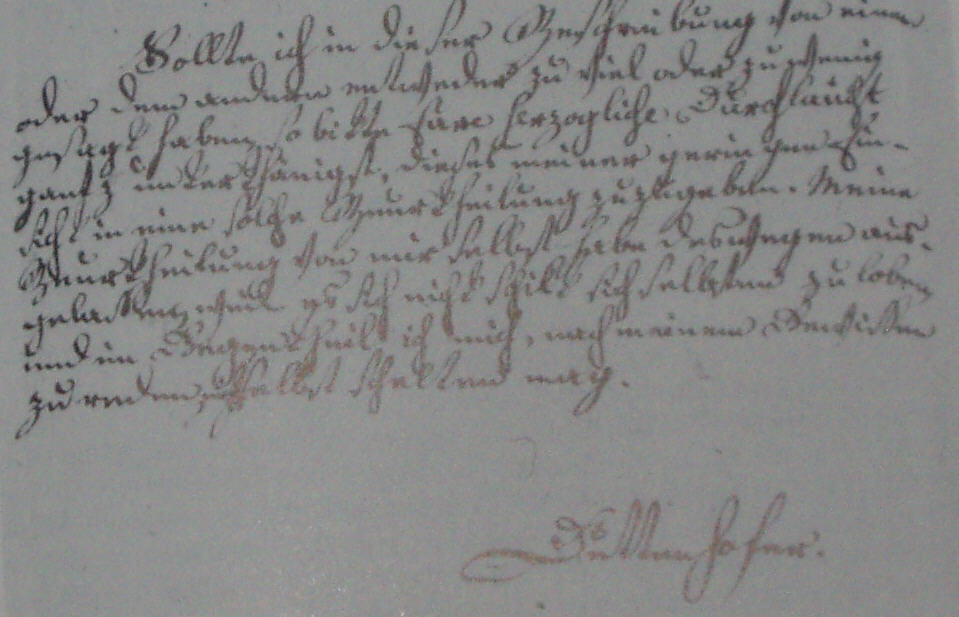
Schluss einer Beurteilung, die Duttenhofer über seine Mitschüler und sich selbst verfassen musste, um 1774

Die ehemalige Pfarrersfrau hatte neben Karl August Friedrich noch zwei weitere unmündige Kinder zu versorgen und wandte sich mit der Bitte um Unterstützung an den Herzog von Württemberg.
Karl August Friedrich besuchte zunächst die Lateinschule in Nürtingen und nach der Scheidung seiner Eltern und dem daraus resultierenden Umzug die in Kirchheim. Er sollte zunächst Theologie studieren, wurde aber auf Ersuchen seines Vaters am 10. Januar 1773, eine Woche vor seinem Mitschüler Friedrich Schiller, in die Pflanzschule Herzog Carl Eugens aufgenommen.
Von den Eleven wurde erwartet, dass sie einander verbale Beurteilungen ausstellten. Schiller schrieb Duttenhofer während der Schulzeit „fürtreffliche Gaben“ zu, die „durch Fleiß immer vergrößert“ würden.
Duttenhofer studierte an der Hohen Karlsschule Kameralwissenschaften und beendete seine Ausbildung 1780 mit guten Noten. Unmittelbar darauf wurde er als Lehrer der Mathematik an der Militärakademie verpflichtet.

## Lehrer an der Hohen Karlsschule
Von 1780 bis 1794 lehrte Duttenhofer an der Hohen Karlsschule. Ein berühmter Schüler, der zuerst bei ihm Wasserbau und dann weiterhin Architektur studierte, war Christian Zais. In diese Zeit fallen seine Promotion zum Dr. phil. im Jahr 1782 und Krankheit und Tod seines Vaters im selben Jahr. Christoph Friedrich Duttenhofer hatte sich nach der Scheidung weiterhin mit der Seidenraupenzucht und der Seidenproduktion befasst und den Ruf eines Experten erworben, war jedoch in finanzielle Schwierigkeiten geraten. Karl August Friedrich unterstützte den kranken und mittellosen Vater, so lange es ihm möglich war, wandte sich aber endlich im März 1782 mit der Bitte an den Herzog, den Vater im herzoglichen Pflegehaus in Stuttgart aufzunehmen. Dieser Antrag wurde abschlägig beschieden. Der ehemalige Pfarrer starb im April 1782 im herzoglichen Lazarett, einer Stiftung für mittellose Sterbende.
1787 bewarb sich Duttenhofer zusätzlich zu seinem Lehramt um die Stelle eines Offiziers beim herzoglichen Artillerieregiment, um seine Finanzen aufzubessern. Er hatte zu dieser Zeit nicht nur seine geschiedene Mutter, sondern auch eine Schwester zu versorgen. Nachdem dies abgelehnt worden war, beantragte er 1788 die Entlassung aus dem Lehrdienst, um anderweitig Geld verdienen zu können. Daraufhin wurde er doch noch zum Artillerieleutnant ernannt und erhielt außerdem den Titel eines Professors, was sich allerdings auf seine Besoldung von 375 Gulden nicht auswirkte.

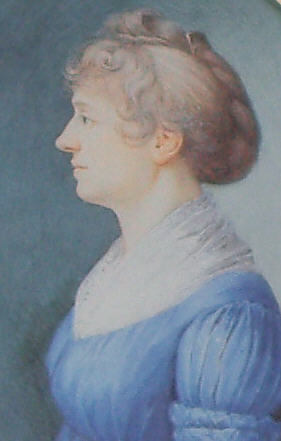
Duttenhofers Frau Sibylle Luise Wilhelmine geb. Klett

Im Lauf der Zeit verlagerte sich der Schwerpunkt seiner Tätigkeit auf die praktische Anwendung der Mathematik und Physik insbesondere im Militärwesen. Seine praktischen Übungen in Geometrie besuchte zeitweise auch der junge Georg Wilhelm Friedrich Hegel. Ab 1788 befasste er sich mit seinem späteren Hauptthema, der Wasserbautechnik.
1790 heiratete Karl August Friedrich Duttenhofer seine Kusine Sibylle Luise Wilhelmine Klett. Aus der Ehe gingen zwei Töchter und zwei Söhne hervor. Die älteste Tochter, Carolina Wilhelmine Johanna (1791–1824), heiratete später Julius Simon von Nördlinger, unter ihren Kindern waren Hermann von Nördlinger, Karl Nördlinger und Wilhelm von Nördlinger. Der älteste Sohn, August Friedrich (1793–1867), wurde Hauptmann und Wasserbauinspektor, der jüngere Sohn Karl Friedrich (1801–1871) wurde Wasserbauinspektor und Oberbaurat in Stuttgart.
Nachdem Duttenhofer auch als Familienvater kein höheres Gehalt erhalten hatte, bat er 1792 um eine zusätzliche Beschäftigung auf dem Gebiet der Experimentalphysik. Sie wurde ihm schließlich zugesprochen, war aber kombiniert mit der Aufgabe, die „Astronomische Maschine“ des Philipp Matthäus Hahn, die sich zu dieser Zeit in der Bibliothek der Hohen Karlsschule befand und heute zum Bestand des Württembergischen Landesmuseums gehört, zu warten und Fremden vorzuführen. Diese Zusatzaufgaben brachten ihm 150 Gulden mehr ein als bisher, doch wenig später fand Duttenhofers Lehrtätigkeit ein jähes Ende: Carl Eugen starb im Herbst 1793 und im Frühjahr darauf wurde die Akademie geschlossen.

## Militärkartografie
Zu Duttenhofers Glück fiel die Schließung der Hohen Karlsschule zeitlich mit der Gefährdung Deutschlands durch die Franzosen im Ersten Koalitionskrieg zusammen. Zu Verteidigungszwecken wurden die südwestlichen Landesteile von Bruchsal bis Waldshut kartiert, und Duttenhofer fand hier eine neue Beschäftigung, bei der er sich rasch verdient machte: Nicht nur Johann Gottlieb Friedrich von Bohnenberger, Professor in Tübingen und als Vater der Landvermessung in Württemberg bekannt geworden, lobte seine Karten und Pläne, sondern auch General Jean-Victor Moreau, der die Werke beschlagnahmen ließ, als er die schwäbischen Kreistruppen schlug. Duttenhofers Karten wurden vom Geniekorps in Paris genutzt, um weitere, größere Karten anzulegen, und später mit anerkennenden Worten zurückgeschickt.

## Mühlenvisitator und Wasserbaudirektor

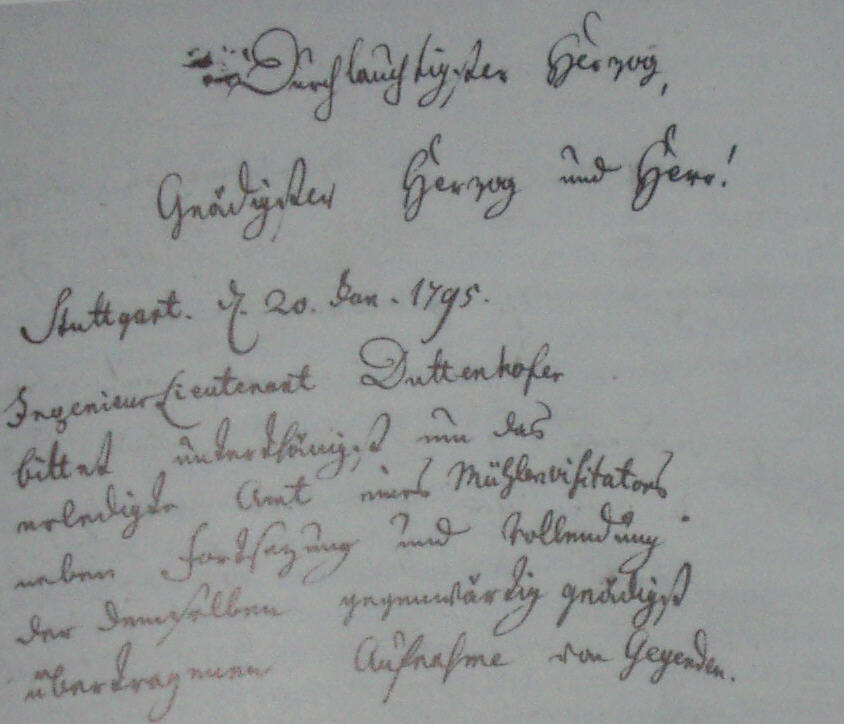
Ausschnitt aus Duttenhofers Bewerbungsschreiben

1795 bewarb sich Duttenhofer neben seiner Militärtätigkeit um die vakante Stelle des Mühlenvisitators für das Gebiet „Ob der Staig“. Die Gutachter empfahlen Herzog Ludwig Eugen den Bewerber, weil sie damit die Hoffnung verknüpften, einen kundigen Wasserbaumeister anzuwerben. Allerdings war ihnen klar, dass die bisher übliche Entlohnung eines Mühlenvisitators für einen solchen Sachverständigen zu niedrig war. Man entschied sich, Duttenhofer ein Fixum von 100 Gulden zukommen zu lassen, zu dem pro kontrolliertem Mühlengang 30 Kreuzer hinzukamen. Nachdem Duttenhofer ein kostenloses Gutachten zur Wasserversorgung der Stadt Stuttgart vorgelegt hatte, wurde er 1795 außerdem mit dem Brunnenwesen betraut und zum Wasserbau-Director ernannt. In den folgenden Jahren stieg er zum Hauptmann, zum Ober-Wasserbau-Director und schließlich zum Major auf. 1799 hatte er die Oberaufsicht über das gesamte Wasserbauwesen im Land.

## Oberwasserbaudirektor

### Einordnung
Duttenhofer war der erste Oberwasserbaudirektor des Landes und musste entsprechend in die Beamtenhierarchie eingeordnet werden. Er hatte nun ein Jahresgehalt von 500 Gulden, die zur Hälfte in Naturalien ausbezahlt wurden, sowie Anspruch auf die Versorgung zweier Pferde und eines Kutschers und ähnliche Vergünstigungen. Von 1798 bis 1806 wurde er beim Bauamt der Rentkammer geführt, zunächst an zweiter, später an erster Stelle.
1806 richtete König Friedrich eine zentrale Verwaltung nach französischem Vorbild ein und teilte die Befugnisse auf sechs Ministerien auf. Das Straßen-, Brücken- und Wasserbaudepartement wurde dem Ministerium des Inneren zugeordnet. Duttenhofer wurde nun einem Präsidenten und zwei Sous-Intendanten nachgeordnet. Er gehörte gleichzeitig dem Landbau-Departement an, das wiederum dem Finanzministerium zugeordnet war. Sein Vorgesetzter in beiden Departements war der deutlich jüngere Carl Christian von Seeger, der schließlich den Titel General-Wasserbau-Direktor erhielt.
1816 strukturierte König Wilhelm I. die Verwaltung um. Duttenhofers bisherige Zuständigkeiten flossen im Oberbaurat, einem der sechs Departements des Ministeriums des Inneren, zusammen. Seeger wurde Direktor, Duttenhofer Vizedirektor dieses Baurats.
Schon drei Jahre später wurde dieser Oberbaurat wieder aufgelöst. Duttenhofer wurde damit technischer Referent für das herrschaftliche Wasserbauwesen beim Ministerium der Finanzen. In dieser Eigenschaft hatte er vor allem für die auf dem Wiener Kongress beschlossene Schiffbarmachung des Neckars zu sorgen.

### Schifffahrtskommission
Am 1. April 1817 berief König Wilhelm eine dreiköpfige Schifffahrtskommission. Mitglieder waren zunächst Duttenhofer und Schifffahrtskommissär Zeller, den Vorsitz hatte Staatsrat Ferdinand Heinrich August von Weckherlin. Seeger und Duttenhofer erhielten je einen Gehilfen – Duttenhofer seinen älteren Sohn August Friedrich.
Bereits 1815 war im Großherzogtum Baden eine Flussbauordnung eingeführt worden. Nachdem Duttenhofer mit seinem badischen Kollegen Johann Gottfried Tulla eine Inspektionsreise durch das Land unternommen hatte, erhielt die Schifffahrtskommission 1819 den Auftrag, auch für Württemberg eine Flusspolizei- und Flussbauordnung zu entwerfen.
Duttenhofer, der mit 59 Jahren zum Oberst befördert wurde und an seinem 60. Geburtstag den Orden der Württembergischen Krone in der Ritterstufe erhielt und geadelt wurde (bis 1913 war mit der Verleihung dieses Ordens für württembergische Untertanen die Erhebung in den persönlichen, nicht vererbbaren Adel verbunden), arbeitete nun statt mit Zeller mit einem anderen ehemaligen Karlsschüler, Christoph Friedrich Kaussler, zusammen. Dieser war federführend bei der Konzeption der neuen Flussbauordnung und legte 1822 einen Entwurf vor, mit dem aber Duttenhofer nicht einverstanden war. Seine Kritik betraf das Finanzierungskonzept, das Fehlen einer technischen Zentralstelle für Tiefbauangelegenheiten sowie die fehlenden technischen Vorschriften für den Wasserbau.
Zu seinen Lebzeiten konnte sich Duttenhofer mit diesen Einwänden nicht durchsetzen. Seinen ersten Kritikpunkt kann man erst im baden-württembergischen Wassergesetz von 1960 berücksichtigt sehen. Hier findet sich eine Auflistung von Gewässern, zu deren Unterhalt und Ausbau der Staat verpflichtet ist, die weitgehend Duttenhofers Vorschlag entspricht. Die Ministerialabteilung für Straßen- und Wasserbau als zentrale zuständige Stelle, die Duttenhofer sich gewünscht hatte, wurde immerhin schon 1848 beim Innenministerium eingerichtet und Normen und Richtlinien für Bautätigkeiten wurden später selbstverständlich.
Der von Duttenhofer kritisierte Vorschlag erlangte aber keine Gesetzeskraft. Grund für die Ablehnung im Landtag waren vor allem die Befürchtungen der Gemeinden, durch Unterhaltspflichten zu unnötig hohen Ausgaben getrieben zu werden.
1822 wurde die Schifffahrtskommission wieder aufgelöst und in die technische Abteilung des Innenministeriums überführt.

## Bauten
Zu den bekanntesten erhaltenen Bauwerken, an denen Duttenhofer beteiligt war, gehören die Jagstbrücke in Hohebach, über die heute die B 19 führt, der Wilhelmskanal in Heilbronn und der Neue See bei Stuttgart.

### Jagstbrücke in Hohebach

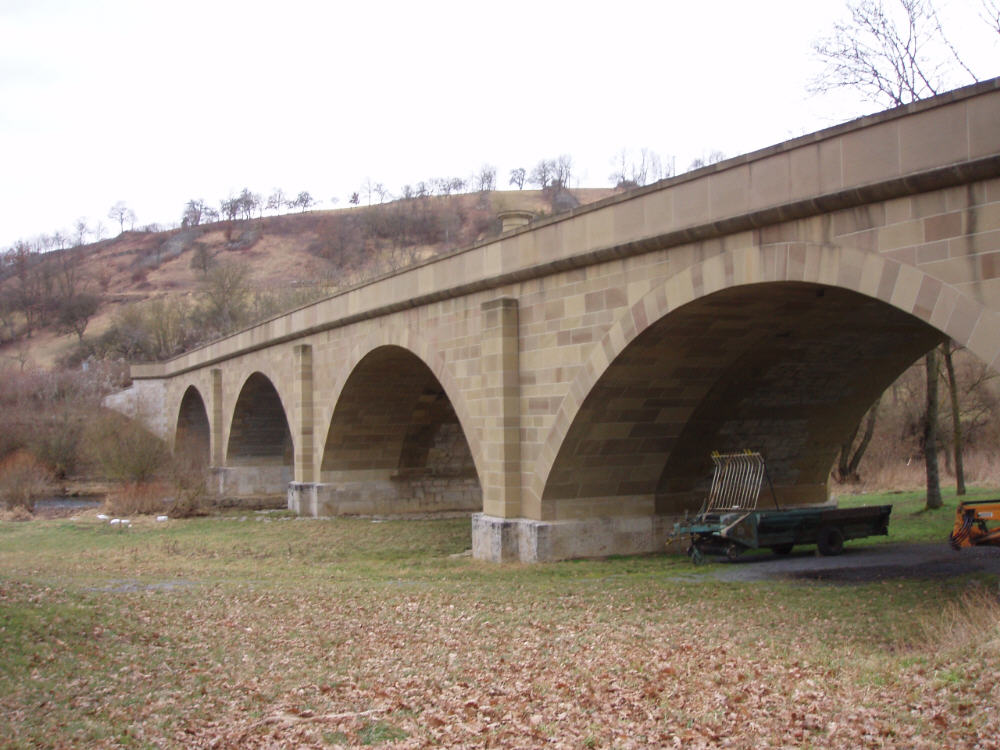
Brücke in Hohebach

Wo heute die von Karl August Friedrich Duttenhofer erbaute steinerne Brücke über die Jagst führt, hatte schon früher eine Brücke gestanden. Nachdem der Vorgängerbau jedoch 1799 durch Eisgang beschädigt worden war, bestand an dieser Stelle nur eine Notbrücke, als Württemberg im Jahr 1806 in den Besitz Hohenlohes kam. Für Truppenbewegungen und größeres Verkehrsaufkommen war diese hölzerne Brücke ungeeignet, weshalb 1807 der Befehl erging, eine Straße von Künzelsau nach Mergentheim samt einer neuen Brücke über die Jagst zu planen. Duttenhofer erfuhr von diesem Vorhaben erst, als die Straßenbauarbeiten schon auf beiden Seiten des Flusses im Gange waren, und erhielt den Auftrag, die Wiederaufbaumöglichkeiten für die beschädigte frühere Brücke zu prüfen. Die ersten Untersuchungen nahm allerdings Weginspektor Christian Etzel vor. Nachdem Duttenhofer darauf hingewiesen hatte, dass erst der Grund unter den noch vorhandenen Brückenpfeilern sondiert werden müsse und eventuell weitergehende Baumaßnahmen erforderlich seien, wurde ihm im April 1808 die Bauleitung übertragen. Er sah sich von nun an mit einer Reihe von Schwierigkeiten konfrontiert: Zunächst wurde Steinhauermeister Steinle aus Öhringen mit den Bauarbeiten beauftragt, löste aber den Vertrag wieder auf. Nachdem Steinle zurückgetreten war, übernahm Johann Nägele aus Waiblingen den Auftrag. Die damals übliche Ausführung der Hilfsarbeiten im Frondienst hielt Duttenhofer für riskant, zumal ihm ein enges Zeitlimit bis zum Herbst 1808 für den Bau der Brücke gesetzt worden war: Der König wollte eventuellen badischen Ansprüchen auf das Deutschordensgebiet Mergentheim durch Fertigstellung des Verkehrswegs vorbeugen.

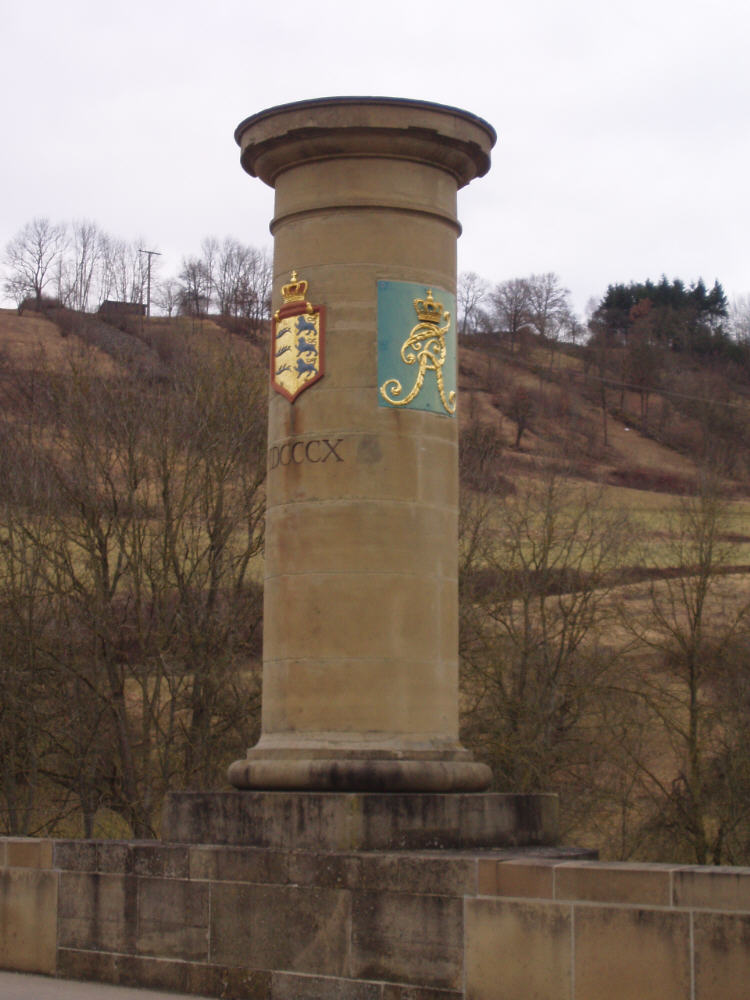
Säule auf der Hohebacher Brücke

Duttenhofer bat sich unter diesen Umständen das Recht aus, die Arbeiten im Tagelohn vergeben und von Etzel überwachen lassen zu dürfen. Ein plötzliches Hochwasser sorgte für weitere Verzögerungen, und schließlich stellte Duttenhofer fest, dass die verbliebenen Reste der alten Brücke nicht genutzt werden konnten, da die Pfeiler nicht auf festem Fels standen. Sie mussten komplett abgerissen werden. Unter diesen Umständen erhielt er einen gewissen Aufschub: Die steinerne neue Brücke musste erst 1809 fertiggestellt werden. Allerdings erhielt er nicht, wie gewünscht, die Unterstützung Etzels für die Überwachung der Bauarbeiten, sondern musste sich mit Weginspektor Schmid aus Neuenstein begnügen, der sich allerdings offenbar unerwartet als tüchtig erwies. Eine weitere Schwierigkeit stellten die wiederholten Hochwässer dar, die die Verschalungen der Pfeiler überschwemmten und aufrissen, und schließlich reichte das beim Abbruch der alten Brücke gewonnene Material bei weitem nicht, um die neue Brücke zu errichten. Keupersandsteinblöcke aus einem Steinbruch in Bühlhof mussten aus acht km Entfernung mit Pferdefuhrwerken herbeigeschafft werden. Nebenbei musste Duttenhofer noch für den Bau einer Interimsbrücke sorgen, da die Nutzung der Furt, die zunächst vorgesehen war, nicht so glatt verlief wie geplant. Dennoch waren Ende 1808 alle Fundierungen bis über den Wasserspiegel hochgezogen und die Interimsbrücke konnte genutzt werden. Duttenhofers neuer Kostenvoranschlag über 62.000 Gulden stieß aber auf Befremden im Ministerium, das die Kosten zumindest auf mehrere Jahre verteilt wissen wollte und außerdem Oberst von Seeger beauftragte, die Angelegenheit vor Ort zu überprüfen. Seeger verteidigte in seinem Gutachten Duttenhofers Arbeit und wies auf die vergleichbaren Kosten der Lauffener Neckarbrücke hin. Abgesehen von der Unmutsäußerung des Königs über die erst spät nach Stuttgart gemeldeten hohen Baukosten und der weiteren Verzögerung der Fertigstellung erfolgten keine Konsequenzen und die Brücke konnte 1810 vollendet werden.
Die 90 m lange Brücke mit vier Bogenfeldern, deren Stützweite je 17,20 m beträgt, wurde mit einer Säule geschmückt, die die Wappenkrone des Königs und seine in Königsbronn gegossenen Initialen „FR“ für Fridericus Rex trägt. Die endgültigen Baukosten beliefen sich auf 73.267 Gulden; eine Kaution von 1.500 Gulden wurde nach einem Gutachten Duttenhofers 1813 einbehalten, falls sich das Werk des inzwischen verstorbenen Meisters Nägele noch als ausbesserungsbedürftig erweisen sollte.

### Wilhelmskanal in Heilbronn

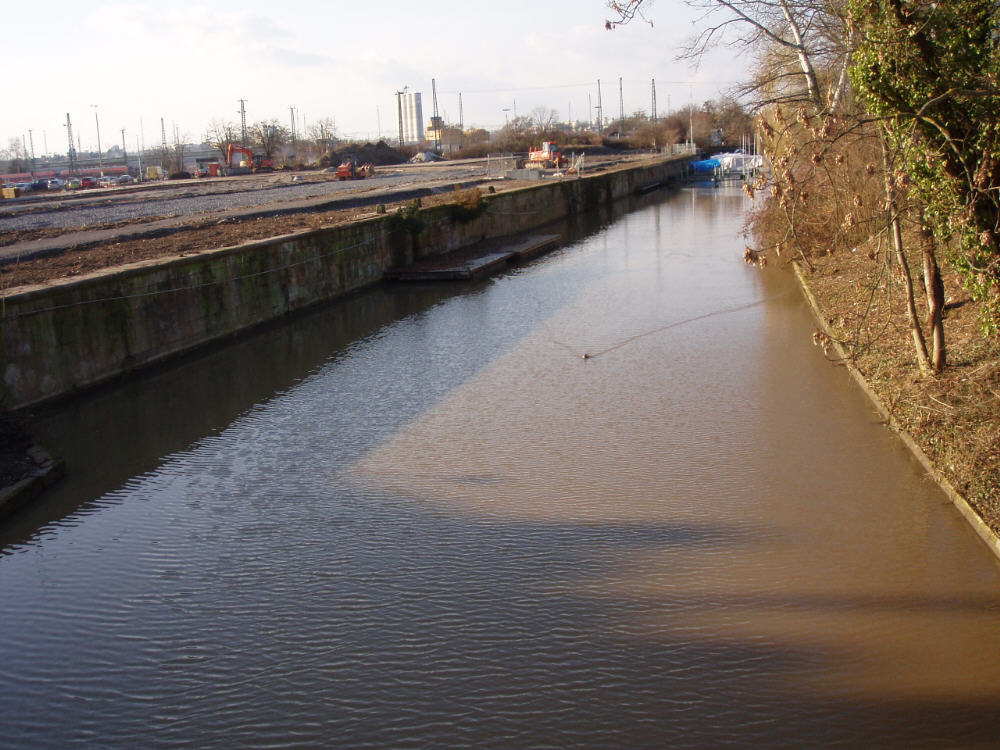
Der Wilhelmskanal

Schon unter König Friedrich waren Überlegungen zur Schiffbarmachung des Neckars angestellt worden; Wilhelm I. beauftragte kurz nach seinem Regierungsantritt Duttenhofer mit der Planung einer neuen Schifffahrtsstraße bis Cannstatt. Duttenhofer plante, nachdem eine Ortsbegehung mit dem König und eine Beratung mit Tulla stattgefunden hatte, einen Seitenkanal mit Kammerschleuse, auf dem sich die alten Wehre in Heilbronn umgehen ließen.
Die Arbeiten unter der Bauleitung von Duttenhofers Sohn August Friedrich dauerten 30 Monate und kosteten insgesamt etwa 171 000 fl. Am 17. Juli 1821 wurde der Wilhelmskanal durch den König eröffnet. Duttenhofer wurde bei dieser Gelegenheit die Würde eines Kommenthurs des Ordens der württembergischen Krone verliehen. Duttenhofer konnte sich nach dieser Leistung auf Reisen begeben.
Der Kanal ist in teilweise veränderter Form erhalten geblieben und dient heute hauptsächlich als Sportboothafen. Die letzte handbetriebene Schleuse des Neckars ist nach wie vor funktionstüchtig.

### Neuer See bei Stuttgart
Bereits 1795 hatte sich Duttenhofer mit der Stuttgarter Trinkwasserversorgung befasst und in einem Gutachten die Vorarbeiten zu einer Verbesserung geleistet. Er hatte insbesondere darauf hingewiesen, dass bei der Planung der Leitungen mit wissenschaftlichen Methoden und nicht nach dem Zufallsprinzip vorgegangen werden müsse. Die Klagen der Einwohner und der Vertreter der Wirtschaft führten schließlich dazu, dass die Arbeiten tatsächlich in Angriff genommen werden sollten. Am 30. November 1818 schrieb Duttenhofer an Tulla und informierte ihn über verschiedene wasserbautechnische Probleme, darunter auch über die Missstände in Stuttgart: „Der obere Theil der Stadt leidet Mangel an Trink- und Spülwasser, der untere Theil wird von den größten Unreinigkeiten […] ungesund. […] Eine Stadt von 24 000 Seelen muss sich in trockenen Sommern mit einem Wasserzufluß begnügen, welcher in einer Zeitsekunde nicht mehr beträgt als einen halben Cubicfuß zum Trinken […]“
Duttenhofer hatte die Möglichkeit überprüft, den Stuttgarter Feuersee durch eine Zuleitung von Neckartenzlingen aus mit Neckarwasser zu versorgen, das dann zur Versorgung des problematischen Nesenbachs verwendet werden sollte. Eine zweite Version dieses Plans sah vor, die Zuleitung erst in Unterensingen beginnen und beim Stuttgarter Folterturm (der sich etwa an der Stelle der heutigen Kreuzung von Paulinenstraße und Tübinger Straße befand) enden zu lassen, wodurch aber nicht alle Teile der Stadt ausreichend versorgt worden wären. In beiden Fällen sah er jedoch Probleme voraus, weil die Kanaltrasse an den steilen Knollenmergelhängen beim Esslinger Eisberg und in Weil und Hedelfingen entlanggeführt werden müsste. Außerdem wären durch die Wasserentnahme aus dem Neckar wahrscheinlich die Mühlen unterhalb der Entnahmestelle in Schwierigkeiten geraten.

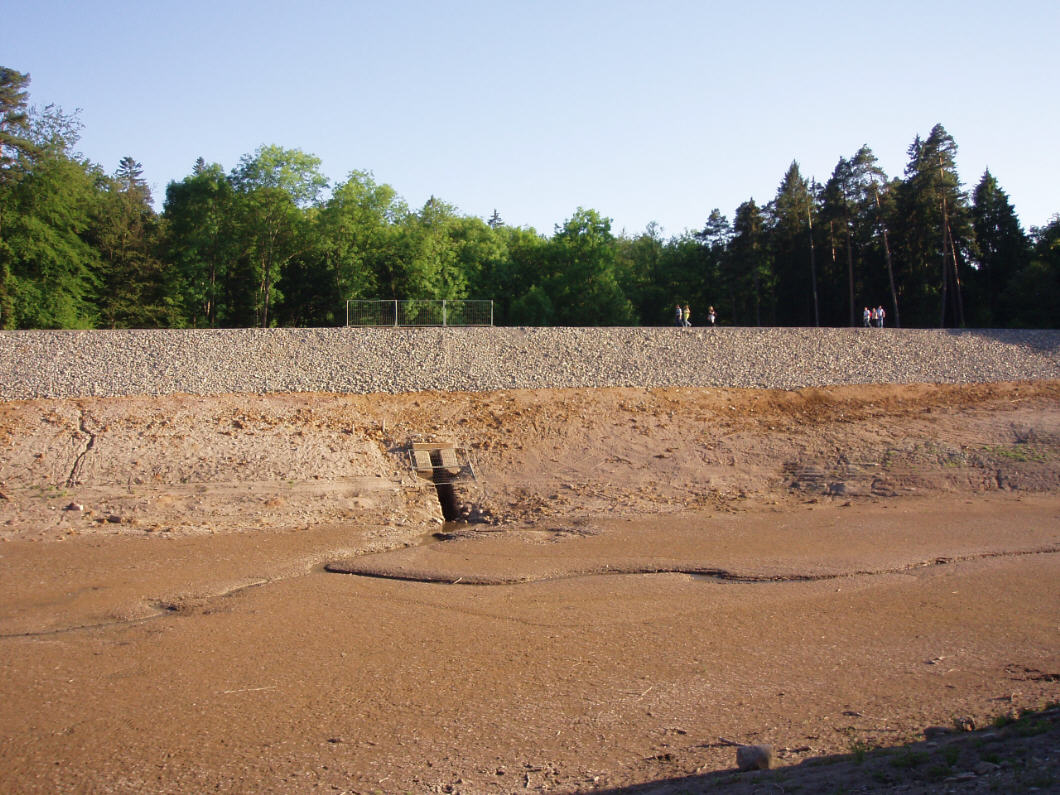
Der abgelassene Neue See 2009, Blick auf den Deich

Weniger problematisch, so legte Duttenhofer dar, sei eine Verbesserung der Trinkwasserversorgung aus den künstlich angestauten Parkseen, dem seit 1556 bestehenden Pfaffen- und dem 1618 aufgestauten Bärensee. Nötig sei erstens, die bisher hölzernen Wasserleitungen durch Ton- oder Steingutröhren zu ersetzen, zweitens eine überdeckte Zuleitung aller Quellgewässer des Nesenbachtals, die auch das Seenwasser aufnehme. Diese Zuleitung sollte am Hasenberghang entlang und durch einen Stollen bei der Rheinsburg (der heutigen Karlshöhe) geführt werden und im Feuersee münden. Ferner schlug er die Errichtung eines Damms vor, der im Glemstal die Überflüsse aus dem Bären- und dem Pfaffensee aufnehmen könne und einen neuen See bilden werde.
Tulla äußerte sich weitgehend zustimmend zu diesem letzten Plan. Von 1826 bis 1833 wurde der Neue See angelegt und das Gefälle am Anfang des Christophstollens abgesenkt, so dass die Stadt nun deutlich besser als bisher mit Trink- und Brauchwasser versorgt war. Der Neue See wurde mit 280.000 Kubikmetern Fassungsvermögen zum größten Wasserspeicher der künstlichen Seenkette bei Stuttgart. Ab 1847 wurde sein Wasser nicht mehr in den Nesenbach weitergeleitet, sondern als Trinkwasser aufbereitet. Bis 1998 diente der Neue See zur Trinkwasserversorgung Stuttgarts; inzwischen fungiert er nur noch als Notwasserreservoir, wird aber nach wie vor von der EnBW betrieben. Im Winter 2008/2009 wurde der Damm aus Duttenhofers Zeit saniert, nachdem bei einer Routineuntersuchung Undichtigkeiten festgestellt worden waren.

## Briefwechsel mit Cotta

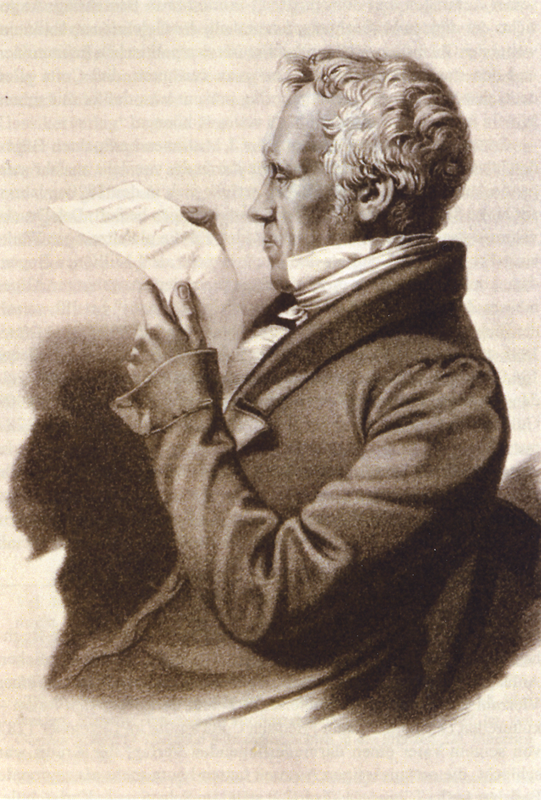
Johann Friedrich Freiherr von Cotta

Im Cotta-Archiv im Schiller-Nationalmuseum befinden sich 32 Briefe Duttenhofers und 14 Briefe seines älteren Sohns an Johann Friedrich Cotta. Sie betreffen sowohl familiäre Belange als auch verkehrstechnische Projekte.

### Waisenhilfe
Wie Duttenhofer für seine Eltern und Geschwister sorgte, so tat er es auch für seine jüngeren Verwandten.
Der Briefwechsel begann wohl 1810, als Duttenhofer Cotta mitteilte, dass sein Bruder Johann Friedrich (1753–1810), wohnhaft in Königsberg, verstorben sei und sechs mittellose Vollwaisen hinterlassen habe. Drei von diesen Kindern hatte Duttenhofer sich bereit erklärt, bei sich aufzunehmen; Cotta sollte mit seinen Verbindungen nach Dresden und Königsberg helfen, die 1150 km weite Reise für die Elternlosen zu bewerkstelligen, und entledigte sich dieser Aufgabe bereitwillig.

### August Friedrich, der problematische Sohn
In den meisten Briefen geht es indes um Duttenhofers Sohn August Friedrich. Dieser assistierte seinem Vater seit 1817 und hatte die Bauleitung des Wilhelmskanals in Heilbronn sowie die Bauleitung beim Bau des Salinenkanals in Friedrichshall übernommen. Dabei muss er einen so guten Eindruck bei König Wilhelm hinterlassen haben, dass dieser ihm nach der Einweihung des Wilhelmskanals mehrere Studienreisen ermöglichte. August Friedrich Duttenhofer fuhr in den folgenden Jahren nach Frankreich, Österreich und Italien, in die Schweiz, die Niederlande sowie in die Rheingegend. Duttenhofer erbat und erhielt von Cotta Empfehlungsschreiben für seinen Sohn, die diesem auf seinen Reisen mehrfach von großem Nutzen waren, und gab im Gegenzug die Reiseberichte und Hinweise, die er von August Friedrich erhielt, an Cotta weiter. In Livorno etwa machte sich Duttenhofer junior über eine Wasserleitung kundig, die mit ihren fünf Aquädukten als Vorbild für die Wasserversorgung des bergreichen Stuttgart dienen konnte. Duttenhofer senior konstatierte jedoch zufrieden, das schwäbische Pendant werde „wohlfeiler ausfallen“, da in Stuttgart eine einzige Leitungsbrücke über die Heidenklinge und ein Stollen durch den Reinsburgsattel ausreiche.
August Friedrich scheint nur zögernd von dieser Reise zurückgekehrt zu sein, befasste sich aber auftragsgemäß von 1823 bis 1825 mit der Vorbereitung einer Kanalverbindung zwischen Rhein und Donau. 1825 schickte Wilhelm ihn wieder auf Reisen, diesmal nach England. Er sollte den dortigen Straßen- und Wasserbau sowie die Entwicklung des Eisenbahnwesens erkunden. Aus England allerdings erreichte den König eine Bittschrift um weitere Unterstützung: August Friedrich war spontan und gegen alle Absprachen nach Amerika aufgebrochen. Wilhelm äußerte gegenüber Karl August Friedrich von Duttenhofer seinen Unmut über diese Eskapade und lehnte jede finanzielle Unterstützung des Sohnes ab. Duttenhofer wandte sich nun einerseits hilfesuchend an Staatssekretär August Freiherr von Vellnagel, andererseits wiederum an Cotta. Diesen informierte er über August Friedrichs Vorhaben, den 700 km langen Kanal von New York über den Hudson River zum Eriesee zu besichtigen und sodann einen Teil Kanadas kennenzulernen sowie den Ohio und den Mississippi bis New Orleans zu befahren, was noch einmal 2700 km bedeutete. Er erhoffte sich von Cotta einerseits Fürsprache beim König, andererseits konnte Cotta über den Kontaktmann Lafitte in Frankreich auf August Friedrich einwirken, der nach dem Willen seines Vaters die Befahrung des Ohio und des Mississippi als unnötig von seinem Reiseprogramm streichen sollte.

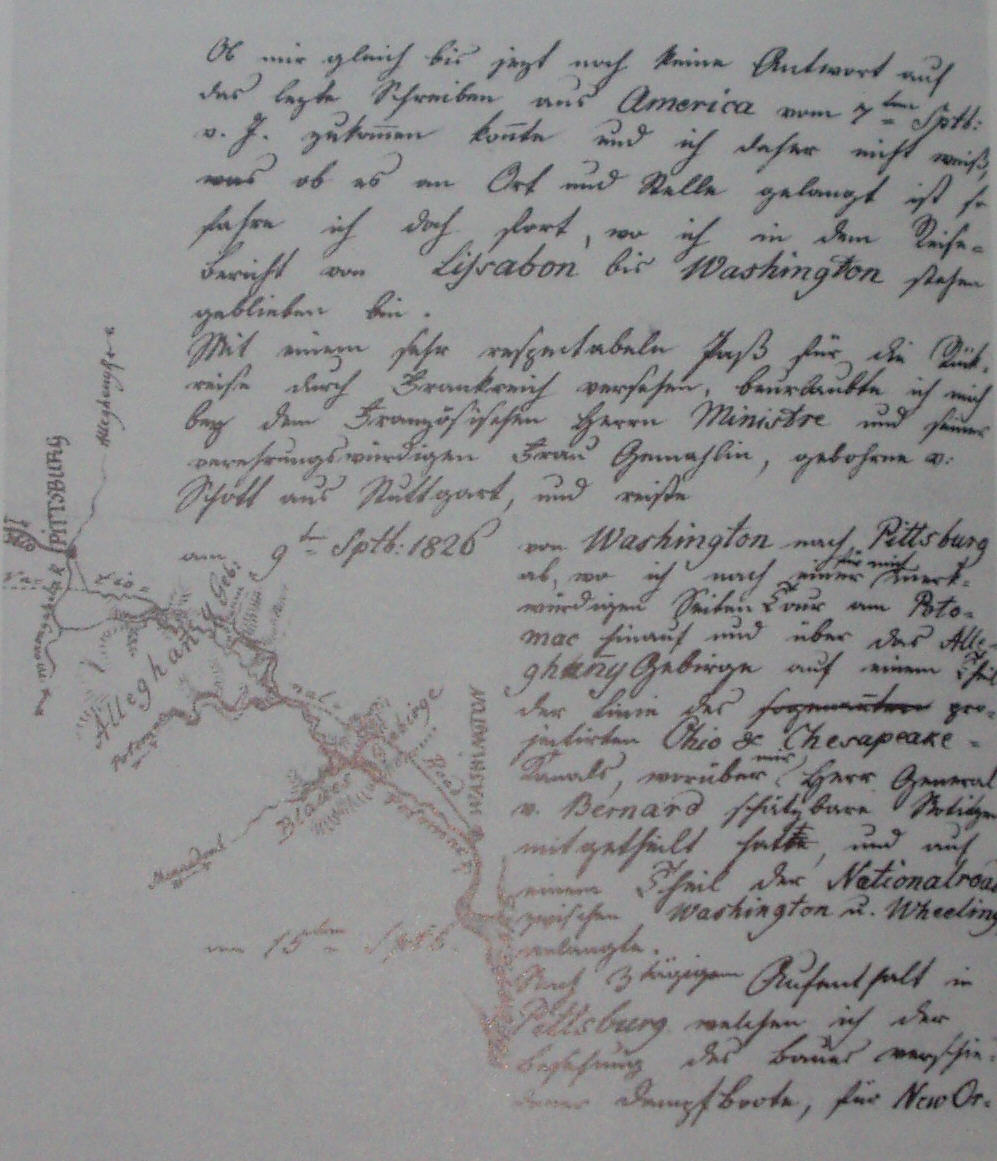
Ausschnitt eines Briefs August Friedrich Duttenhofers aus Amerika an Cotta, 1827

Während August Friedrich auf der Brigantine „Frances Miller“, die mit nur neun Mann Besatzung unterwegs war, die dreimonatige Reise nach Amerika hinter sich brachte, vermittelte Cotta einen großzügigen Kredit für diesen in die USA. Duttenhofer senior wie junior zeigten sich dankbar und übermittelten dem interessierten Cotta zahlreiche Reiseberichte, unter anderem auch über den Spekulationsboom um den Panamakanal. Anfang 1827 kehrte August Friedrich nach Europa zurück und meldete aus Le Havre den Wunsch an, auch Nordfrankreich noch bereisen zu dürfen. Wieder suchte sein Vater Unterstützung bei Cotta, der tatsächlich noch durchsetzte, dass August Friedrich sich mit den Binnenschifffahrtswegen Frankreichs befassen konnte. Im Mai schließlich war Duttenhofer junior wieder zu Hause und 1828 wurde er, wohl wieder auf Fürsprache Cottas hin, Floßbauinspektor und Hauptmann. Er hatte zunächst Sonderaufträge zu erledigen und wurde dann Wasserbausachverständiger für den Neckarkreis. Am 23. Oktober 1829 wurde er allerdings seines Dienstes enthoben, nachdem ein Zerwürfnis eingetreten war. In einem Brief an Cotta vom 17. November 1829 ist die Rede von „Ministeriellen Chicanen“ und einem Chef, den er „nie achten“ könne. In einer Beilage führte August Friedrich Duttenhofer noch aus, er könne es sich nicht gefallen lassen, „nach 18jährigem Staats-Dienst in die Klaße der Weg-Inspectoren heruntergesezt zu werden, welche sich als Anfänger einer Super-Revision unterwerfen müßen.“ Ausdrücklich bat er seinen bisherigen Förderer Cotta, in der Sache nichts mehr zu unternehmen. Während August Friedrichs jüngerer Bruder die Amtsobliegenheiten des Älteren übernahm, schrieb dieser in den auf die Entlassung folgenden Jahren ein Buch, das 1835 bei Cotta veröffentlicht wurde: „Bereisung der Vereinigten Staaten von Nordamerika mit besonderer Hinsicht auf den Erie-Canal.“ Der Leitspruch des amüsanten und reich bebilderten Werkes lautete: „Bereisung der Vereinigten Staaten von Nord-Amerika erhebt nicht nur die Seele und beglückt das Herz, sondern erweckt auch den Geist durch die Überzeugung, daß Freiheit das größte aller Güter ist.“

### Planung der Neuen Weinsteige
Neben der Sorge um seinen Sohn bewegten Duttenhofer im Briefwechsel mit dem unternehmerischen Cotta immer wieder die Fragen der Verkehrswege im Land. 1827 stand die Planung der Neuen Weinsteige in Stuttgart im Vordergrund seiner Überlegungen. Duttenhofer schilderte in einem Schreiben an Cotta die Vor- und Nachteile dreier Strecken:
Wähle man die Strecke vom heutigen Marienplatz durch den Degerlocher Wald nach Degerloch, schone man kostbare Weinanbaugebiete, habe die geringste Steigung zu bewältigen und mit den niedrigsten Kosten zu rechnen.
Die zweite mögliche Strecke, vom Waisenhaus über die Charlottenstraße und die Weissenburg nach Degerloch, sei die effizienteste und zerstöre ebenfalls relativ wenige Weinberge.
Die dritte Trasse, die Eberhard von Etzel geplant hatte und die schließlich auch angelegt wurde, stieß bei Duttenhofer auf scharfe Kritik. Zwei Wendeplatten kosteten nicht nur unnötig Zeit, sondern auch wertvollen Boden, und Duttenhofer fühlte sich bei dieser Streckenführung an den Splügenpass, den San-Bernardino-Pass und den Simplonpass erinnert.
Die von Duttenhofer favorisierte zweite vorgeschlagene Strecke wurde später ebenfalls gebaut und wird heute deutlich mehr genutzt als Etzels Trasse.

### Verkehrsweg Stuttgart–Ulm
Eine Kanalverbindung zwischen Cannstatt und Ulm über die Alb, wie sie zeitweise diskutiert wurde, lehnte Duttenhofer in seinen Briefen an Cotta ab. Er plädierte stattdessen für eine Eisenbahnlinie Ulm–Göppingen und eine Schiffbarmachung des Neckars bis Plochingen.

### Rettungsversuch zugunsten der Neckarschifffahrt
Ein letztes Mal wandte sich Duttenhofer 1830 an Cotta, nachdem er erfahren hatte, dass aufgrund eines Rentabilitätsvergleichs verschiedener Transportwege geplant war, die Neckarschifffahrt zugunsten einzurichtender Eisenbahnlinien aufzugeben. Stattdessen plädierte Duttenhofer dafür, den oberen Neckar schifffahrtstauglich auszubauen. Cotta ging auf Duttenhofers Ansinnen ein und machte sich im Landtag für die Verbesserung der Schifffahrtsstraße stark. Es wurde schließlich ein Fonds von 100.000 Gulden genehmigt. Zwanzig Jahre später allerdings wurde die Treidelschifffahrt auf dem Neckar von der Eisenbahnlinie Heilbronn-Cannstatt-Stuttgart überholt.

### Ehrungen
- 1818: Verleihung des Ordens der Württembergischen Krone und dem damit verbundenen persönlichen, nicht vererbbaren Adel.

## Sonstiges

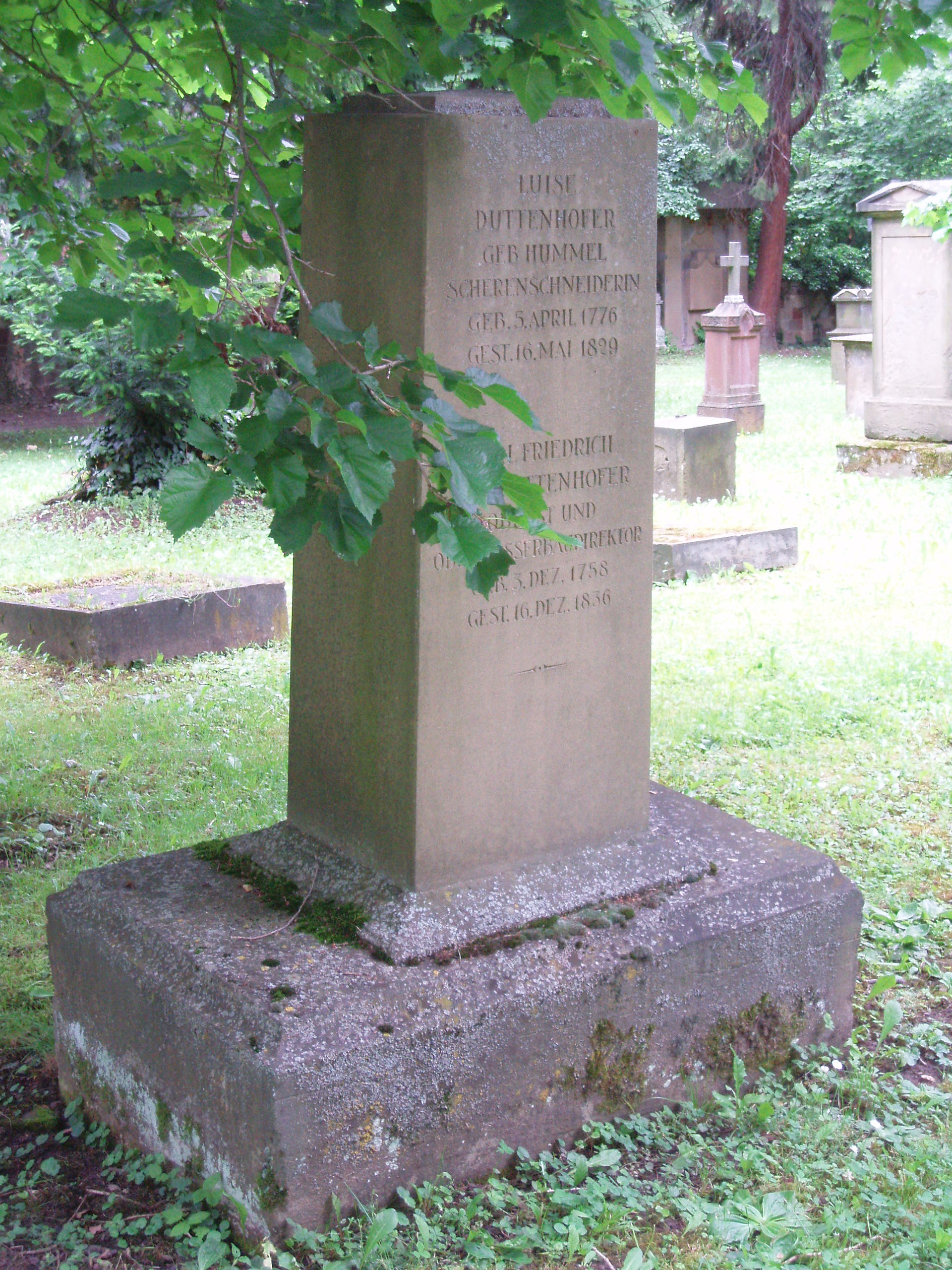
Grab der Familie Duttenhofer

Duttenhofer gehörte neben seiner hauptberuflichen Tätigkeit dem Verein für Vaterlandskunde an, den König Wilhelm 1822 stiftete, arbeitete für das 1820 gegründete Statistisch-Topographische Bureau und war Mitglied der Naturforschenden Gesellschaft in Schwaben sowie des Landwirtschaftlichen Vereins.
Duttenhofer, der von 1822 bis 1824 seine Frau und seine beiden Töchter verlor, blieb bis zum Ende seines Lebens berufstätig.
Das Grab der Familie Duttenhofer liegt auf dem Stuttgarter Hoppenlaufriedhof; der Grabstein wurde in den 1980er Jahren restauriert. In Nürtingen gibt es eine Duttenhoferstraße, die jedoch nach Karl August Friedrich von Duttenhofers Großvater Jakob Friedrich benannt ist.